# Laver Cup 2019
Pour un article plus général, voir Laver Cup.
Navigation
Édition précédente Édition suivante
La Laver Cup 2019 est la troisième édition de la Laver Cup, compétition de tennis masculine qui oppose deux équipes de 6 joueurs, la première venant d'Europe et la seconde du reste du monde. Elle se déroule du 20 au 22 septembre 2019, à Palexpo, à Genève. 

## Faits marquants

### Avant le tournoi
- Le 6 septembre, Kei Nishikori et Félix Auger-Aliassime sont convoqués dans l'équipe Monde par John McEnroe mais déclinent l'invitation[1].

### Pendant le tournoi
- Dominic Thiem offre le premier point à l'équipe Europe face à Denis Shapovalov.

- Jack Sock, en offrant le premier point à l'équipe Monde face à Fabio Fognini, remporte son premier match de la saison.

- Rafael Nadal déclare forfait pour la dernière journée et laisse sa place du simple à Dominic Thiem, pour jouer Nick Kyrgios, et sa place du double à son partenaire de la veille Stéfanos Tsitsipás, pour jouer la paire américaine  Jack Sock - John Isner.

## Participants

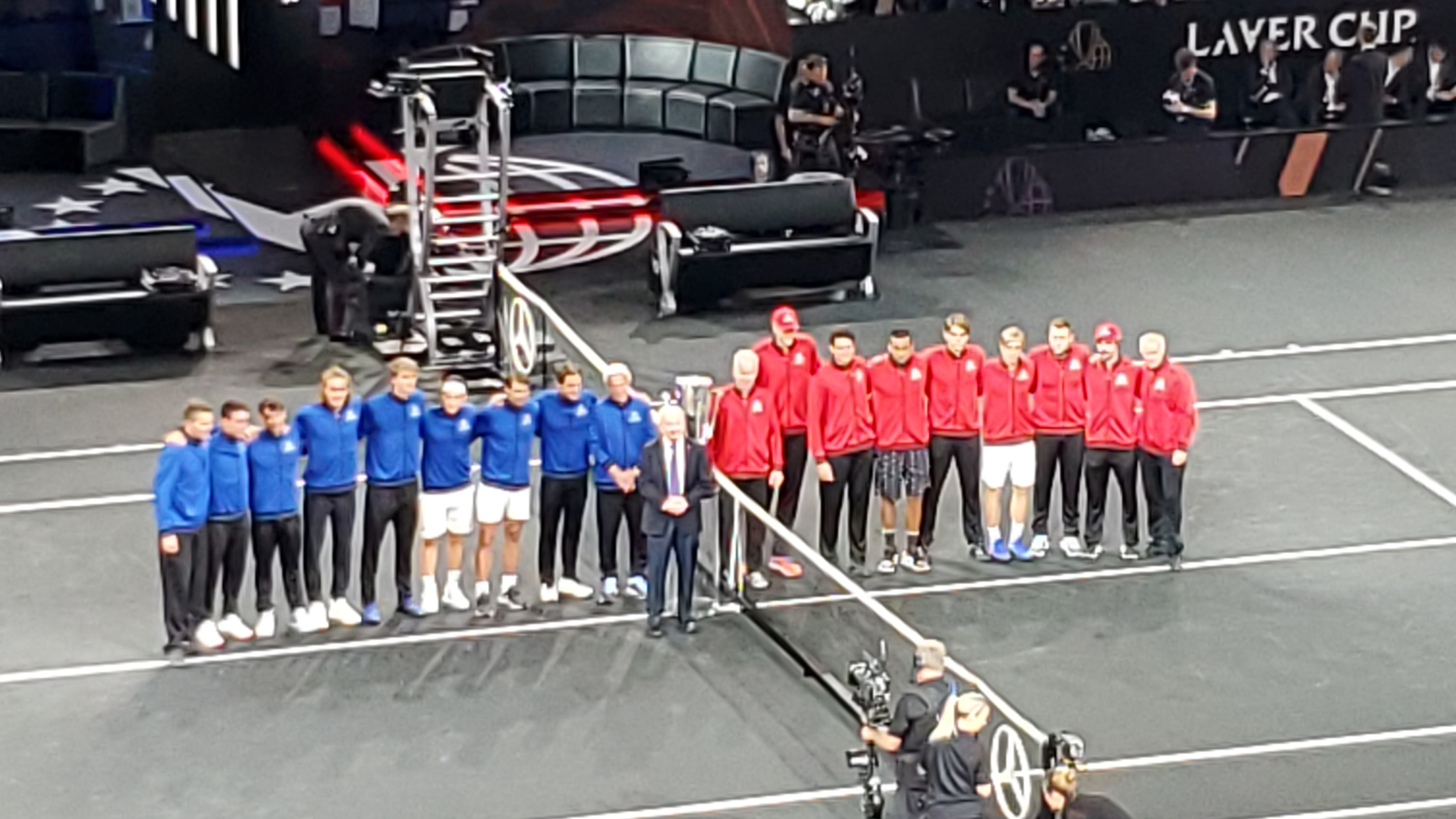
Équipes de la Laver Cup 2019 avec l'Europe (en bleu) et le Monde (en rouge).

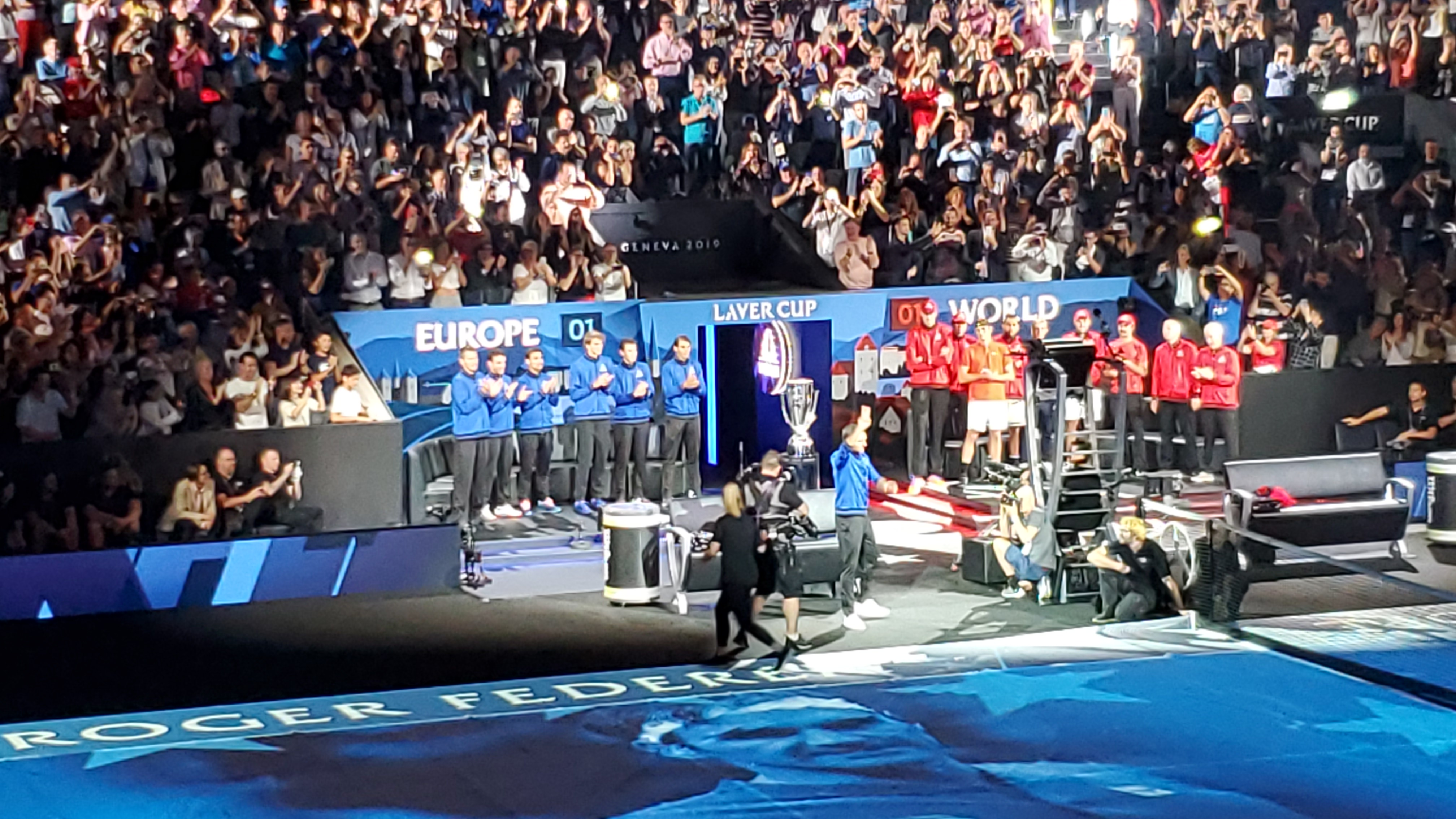
Entrée de Roger Federer.

| Équipe Europe capitaine : Björn Borg | Équipe Europe capitaine : Björn Borg | Équipe Monde capitaine : John McEnroe | Équipe Monde capitaine : John McEnroe |
| Joueur                               | Rang ATP                             | Joueur                                | Rang ATP                              |
| ------------------------------------ | ------------------------------------ | ------------------------------------- | ------------------------------------- |
| Rafael Nadal                         | no 2                                 | John Isner                            | no 20                                 |
| Roger Federer                        | no 3                                 | Milos Raonic                          | no 24                                 |
| Dominic Thiem                        | no 5                                 | Nick Kyrgios                          | no 27                                 |
| Alexander Zverev                     | no 6                                 | Taylor Fritz                          | no 30                                 |
| Stéfanos Tsitsipás                   | no 7                                 | Denis Shapovalov                      | no 33                                 |
| Fabio Fognini                        | no 11                                | Jack Sock                             | no 210                                |
| Roberto Bautista-Agut                | no 10                                | Jordan Thompson                       | no 53                                 |

## Résultats
| Date              | Discipline | Europe                           | Score             | Monde                      | Points |
| ----------------- | ---------- | -------------------------------- | ----------------- | -------------------------- | ------ |
| 20 septembre 2019 | simple     | Dominic Thiem                    | 6-4, 5-7, [13-11] | Denis Shapovalov           | 1-0    |
| 20 septembre 2019 | simple     | Fabio Fognini                    | 1-6, 63-7         | Jack Sock                  | 1-1    |
| 20 septembre 2019 | simple     | Stéfanos Tsitsipás               | 6-2, 1-6, [10-7]  | Taylor Fritz               | 2-1    |
| 20 septembre 2019 | double     | Roger Federer Alexander Zverev   | 6-3, 7-5          | Denis Shapovalov Jack Sock | 3-1    |
| 21 septembre 2019 | simple     | Alexander Zverev                 | 7-62, 4-6, [1-10] | John Isner                 | 3-3    |
| 21 septembre 2019 | simple     | Roger Federer                    | 65-7, 7-5, [10-7] | Nick Kyrgios               | 5-3    |
| 21 septembre 2019 | simple     | Rafael Nadal                     | 6-3, 7-61         | Milos Raonic               | 7-3    |
| 21 septembre 2019 | double     | Rafael Nadal Stéfanos Tsitsipás  | 4-6, 6-3, [6-10]  | Nick Kyrgios Jack Sock     | 7-5    |
| 22 septembre 2019 | double     | Stéfanos Tsitsipás Roger Federer | 7-5, 4-6, [8-10]  | John Isner Jack Sock       | 7-8    |
| 22 septembre 2019 | simple     | Dominic Thiem                    | 5-7, 7-63, [6-10] | Taylor Fritz               | 7-11   |
| 22 septembre 2019 | simple     | Roger Federer                    | 6-4, 7-63         | John Isner                 | 10-11  |
| 22 septembre 2019 | simple     | Alexander Zverev                 | 6-4, 3-6, [10-4]  | Milos Raonic               | 13-11  |